# Bahreini labdarúgó-bajnokság (első osztály)
A Bahraini Premier League a bahreini labdarúgó-bajnokságok legmagasabb osztályának az elnevezése. 1956-ban alapították és 10 csapat részvételével zajlik. A bajnok az AFC-kupában indulhat.

## A 2015–16-os bajnokság résztvevői
- Al-Ahli (Manama)
- Al Hala (Muharraq-al-Hala)
- Al-Muharraq SC
- Al-Riffa SC
- Busaiteen
- East Riffa SCC
- Hidd SCC (Al Hidd)
- Malkiya Club
- Manama Club
- Sitra Club

## Az eddigi bajnokok
A Bahreini labdarúgó-bajnokság győztesei:
| - 1956–57: Muharraq Club - 1957–58: Muharraq Club - 1958–59: Al-Nasr - 1959–60: Muharraq Club - 1960–61: Muharraq Club - 1961–62: Muharraq Club - 1962–63: Muharraq Club - 1963–64: Muharraq Club - 1964–65: Muharraq Club - 1965–66: Muharraq Club - 1966–67: Muharraq Club - 1967–68: Bahreini klub (Muharraq) - 1968–69: Al-Ahli (Manama) - 1969–70: Muharraq Club - 1970–71: Muharraq Club - 1971–72: Al-Ahli (Manama) - 1972–73: Muharraq Club - 1973–74: Muharraq Club - 1974–75: Arabi Club - 1975–76: Muharraq Club | - 1976–77: Al-Ahli (Manama) - 1977–78: Bahreini klub (Muharraq) - 1978–79: Al Hala - 1979–80: Muharraq Club - 1980–81: Bahreini klub (Muharraq) - 1981–82: Bahrain Riffa Club - 1982–83: Muharraq Club - 1983–84: Muharraq Club - 1984–85: Bahreini klub (Muharraq) - 1985–86: Muharraq Club - 1986–87: Bahrain Riffa Club - 1987–88: Muharraq Club - 1988–89: Bahreini klub (Muharraq) - 1989–90: Bahrain Riffa Club - 1990–91: Muharraq Club - 1991–92: Muharraq Club - 1992–93: Bahrain Riffa Club - 1993–94: East Riffa Club - 1994–95: Muharraq Club - 1995–96: Al-Ahli (Manama) | - 1996–97: Bahrain Riffa Club - 1997–98: Bahrain Riffa Club - 1998–99: Muharraq Club - 1999–2000: Bahrain Riffa Club - 2000–01: Muharraq Club - 2002 : Muharraq Club - 2002–03: Bahrain Riffa Club - 2003–04: Muharraq Club - 2004–05: Bahrain Riffa Club - 2005–06: Muharraq Club - 2006–07: Muharraq Club - 2007–08: Muharraq Club - 2008–09: Muharraq Club - 2009–10: Al-Ahli (Manama) - 2010–11: Muharraq Club - 2011–12: Bahrain Riffa Club - 2012–13: Busaiteen - 2013–14: Bahrain Riffa Club - 2014–15: Muharraq Club |